# شلومو كوهين تزيدون
شلومو كوهين تزيدون (بالعبرية: שלמה כהן-צידון‏) ، ( 15 فبراير 1923 - 16 فبراير 2012) سياسي إسرائيلي شغل منصب عضو الكنيست عن حزب جاحال والمركز الحر بين عامي 1966 و 1969.